# Komalah
Die Komala-Partei des Iranischen Kurdistan (englisch: Komala Party of Iranian Kurdistan, kurdisch: كۆمه‌ڵه‌ی شۆڕشگێڕی زه‌حمه‌تكێشانی كوردستانی ئێران, romanisiert: Komełey Şorrişgêrrî Zehmetkêşanî Kurdistanî Êran,) ist eine politische, sozialdemokratische Partei im iranischen Kurdistan. Komala kämpft für einen Iranischen Bund mit einer säkularen Regierung, die die Regeln der Demokratie für soziale Gerechtigkeit befolgt. Abdulla Mohtadi ist der Parteivorsitzende. Komalah wurde 1969 gegründet. Nach der Regierung von Schah Mohammad Reza Pahlavi war die Komala 1979 eine der wichtigsten kurdischen Parteien im Iran.

## Beschreibung
Komalah ist neben der Demokratischen Partei Kurdistan-Iran größte Partei unter der politischen kurdischen Bewegung im Iran. Die Organisation wurde 1967 aus einer Splittergruppe der KDP-Iran gegründet und kämpfte seitdem für einen autonomen kurdischen Staat (Kurdistan).
Nach zwölfjährigem gewaltsamem Widerstand gegen die Herrschaft von Schah Mohammad Reza Pahlavi erhoffte sich die Komalah nach der Islamischen Revolution von dem Machtwechsel die Möglichkeit der politischen Teilnahme. Vertreter der Komala verhandelten mit Ajatollah Chomeini über eine politische Zusammenarbeit. Chomeini war allerdings zu keiner Zusammenarbeit bereit und ließ stattdessen zahlreiche Mitglieder der Komala verhaften und hinrichten. Seitdem führt die Komalah den bewaffneten Kampf gegen die Islamische Republik.
1982/83 schloss sich die Komalah mit anderen linken Gruppen zur Kommunistischen Partei Iran (KPI) (nicht zu verwechseln mit der Tudeh-Partei) zusammen. Der Name Komalah wurde für die Parteistrukturen der neuen Partei in Iranisch-Kurdistan weiterverwendet.
Im Jahr 2000 spaltete sich die Partei in zwei Organisationen. Eine dieser Organisationen agiert eigenständig unter dem alten Namen (abgekürzt Komala) mit Abdullah Mohtadi als Generalsekretär und die andere verblieb als Sazman-e Kordestan-e Hezb-e Komunist-e Iran – Komalah (Kurdistan-Organisation der Kommunistischen Partei Iran – Komalah) unter der Führung von Ibrahim Alizade in der Partei. Beide Organisationen unterhalten Stützpunkte im Nordirak.
2005 wurde ein Mitglied der Partei, der Kurde Ismail Mohammadi, hingerichtet. 2009 wurde Ehsan Fattahian hingerichtet, der aufgrund seiner Mitgliedschaft bei Komala wegen „Feindschaft mit Gott“ verurteilt worden war.

## Geschichte
Die Komala-Partei des iranischen Kurdistan wurde im Herbst 1969. von kurdischen linken Studenten und Intellektuellen in Teheran und einigen kurdischen Städten gegründet. Da es keine politische Freiheit im Iran gab, mussten sich alle politischen Organisationen und sogar kleine Studentenzirkel verstecken und im Untergrund organisieren. Komalah war in dieser Hinsicht keine Ausnahme. Wie alle anderen Oppositionsorganisationen jener Zeit, vor allem die linken Gruppierungen der 1960er- und 1970er-Jahre, war auch Komalah starken Repressalien ausgesetzt.
Während dieser Jahre erlebten viele Mitglieder und das Führungspersonal der Komalah Verfolgung, Folter und Haft in den Gefängnissen der SAVAK, der berüchtigten Geheimpolizei des Schahs. Aber der Komalah gelang es, zu überleben und den Kern ihrer Organisation sowie ihr wachsendes Aktivisten-Netzwerk zu schützen. Mehr als neun Jahre harter und disziplinierter Arbeit vor dem Ausbruch der Iranischen Revolution von 1978–79 trugen Früchte und halfen der Komalah, eine starke und zusammenhaltende Kaderorganisation in Teilen der kurdischen Gesellschaft aufzubauen. Komalah konnte beträchtliche Teile der kurdischen Studenten, Lehrer, Intellektuellen und jungen Leute für sich gewinnen und entwickelte einen signifikanten Einfluss und eine soziale Basis unter Arbeitern und Bauern in ganz Kurdistan.
Komalah nahm aktiv an der Iranischen Revolution teil und stand de facto hinter fast jeder Demonstration und Volksbewegung dieser Periode. Am 16. März 1979, wenige Tage nach dem Sieg der Revolution, gründete die Komalah eine offen politische Partei. Zu diesem Zeitpunkt hatte sich die Komalah bereits zu einer wichtigen politischen Kraft im iranischen Kurdistan entwickelt. Die Entstehung der Komalah und ihr rapider Zuwachs in großen Teilen der kurdischen Gesellschaft im Iran kann – abgesehen von ihrer eigenen harten Arbeit, Disziplin und Hingabe – einer Kombination von sozialen Faktoren zugeschrieben werden, die mit der Phase des Übergangs Irans von einer traditionellen und patriarchalischen zu einer sogenannten pseudomodernen Gesellschaft zusammen hingen.
Die Abschaffung feudaler Strukturen durch die Landreformen der 1960er Jahre, die Entwicklung einer städtischen Bevölkerung im Iran und in Kurdistan aus einer überwiegend ländlichen Gesellschaft, die Formierung einer riesigen Masse kurdischer Wanderarbeiter aus den vormals untätigen Dorfbewohnern, die in alle Teile des Irans reisten, um Arbeit in unterschiedlichen Projekten einer boomenden Ökonomie zu suchen, die starke Zunahme der Alphabetisierung, die Risse in den traditionellen und patriarchalischen Beziehungen und das Aufkommen einer neuen Generation, die mit dem bestehenden Stand der Dinge sowie ihrem Anteil und ihrer Rolle in der Gesellschaft nicht zufrieden war, die Entstehung und der Aufstieg eines neuen und modernen Typus kurdischer Intellektueller an den Universitäten, die ihren Hintergrund in den nicht-privilegierten Klassen der Gesellschaft hatten, ein wachsendes politisches Bewusstsein für die Rechte der Kurden als Nation, all das trug zum Aufstieg und der Popularität der Komalah und zur Bildung einer modernen politischen Massenbewegung in Kurdistan bei.
Komalah wurde schnell zu einem Vorkämpfer der Sache der Kurden sowie der sozialen Gerechtigkeit und des demokratischen Wandels und zu einer kompromisslosen Opposition gegen die neuen, religiösen Diktatoren Irans. Komalah führte in der kurdischen Bewegung eine neue politische Kultur ein, die auf Offenheit und Aufrichtigkeit gegenüber dem Volk basiert, die den Initiativen von unten, der Basispolitik und der Organisation von bürgerlichen Massenbewegungen große Bedeutung beimisst, ebenso wie der Organisierung der Bauern und dem Eintreten für die Gleichberechtigung der Frauen, die in die vorderste Reihe der politischen Arena gestellt werden. Insgesamt verleiht sie der kurdischen Bewegung ein modernes, progressives und unkonventionelles Ansehen.
Während viele Oppositionsgruppen die Gefahren des islamistischen Fundamentalismus unterschätzten, warnte Komalah vor ihm und bekämpfte ihn, noch bevor er an die Macht kam. Im Gegensatz zu vielen anderen unterstützte Komalah niemals das islamische Regime im Iran und betrachtete es immer als eine Bedrohung für den demokratischen Prozess und für jegliche progressive Politik. Bei dem ersten Referendum über die Etablierung einer „Islamischen Republik Iran“ im Frühjahr 1979, das die kurdische Bevölkerung erfolgreich boykottierte, war die Komalah die erste politische Kraft in Kurdistan, die diesen Boykott befürwortete und dafür kämpfte. Als Khomeini im Sommer 1979 einen großen Angriff gegen das kurdische Volk anordnete und die „Revolutionsgarde“ Pasdaran und die Armee schickte, um die Kurden für ihren „Ungehorsam“ zu zerschlagen und zu strafen, brach in Kurdistan eine Widerstandsbewegung aus, bei der die Komalah eine wichtige organisatorische Kraft war.
Bei den anschließenden Verhandlungen zwischen den Kurden und dem neuen islamischen Regime war die Komalah eines der wichtigsten Bestandteile der Vereinigten Delegation des kurdischen Volkes.
Die Komalah-Partei hat als führende und organisierende Kraft der kurdischen Befreiungsbewegung schwere Zeiten durchgemacht und hat Tausende ihrer Mitglieder im Kampf für Freiheit und Gerechtigkeit verloren.

## Ideologie
Nach einer langen und hitzigen Debatte in ihren eigenen Reihen und in der Öffentlichkeit in den neunziger Jahren entschied sich die Mehrheit der Kader und der Mitglieder der Komalah-Partei für ein Programm der Erneuerung, um sich den neuen Entwicklungen Zuhause und in der Welt anzupassen. Seit dem Jahr 2000 hat sich die Komalah-Partei einer gründlichen Überprüfung unterzogen. Dieser Schritt wurde von einer großen Mehrheit des Volkes, der Intellektuellen, der Studenten, der Frauen, der Bürgerrechtler, der Komalah-Veteranen und anderen begrüßt.
Unter Wahrung seiner sozialistischen Werte kämpft Komalah für die Rechte der Kurden, für einen demokratischen, säkularen, pluralistischen und föderalen Iran, für soziale Gerechtigkeit, für demokratische Arbeitsgesetze, für Versammlungs- und Organisationsfreiheit, politische Freiheiten, Demokratie, Menschenrechte, Frauenrechte und kulturelle und religiöse Toleranz.
Die Komalah-Partei aus dem iranischen Kurdistan setzt sich für eine kurdische Einheitsfront im iranischen Kurdistan ein, für eine breite demokratische Koalition im Iran und auch für eine Front der unterdrückten Nationalitäten des Iran. Um zu einem besseren Verständnis der internationalen Gemeinschaft für die kurdische Sache im Iran beizutragen und eine breitere Unterstützung der kurdischen Sache und des demokratischen Wandels im Iran zu gewinnen, knüpft die Komalah-Partei ein breites Spektrum an Kontakten mit der Außenwelt. Als sozialdemokratische Partei sucht sie insbesondere engeren Kontakt mit der sozialistischen Internationale. Daher ist die Komala-Partei des iranischen Kurdistan derzeit innerhalb der Familie der internationalen Sozialdemokratie auch Mitglied der Progressiven Allianz und der Sozialistischen Internationale.
Die Parteivorsitzender Mahtadi ist gleichzeitig im Sekretariat of Special Affairs der Verwaltungsrat der ITC. Komala versucht alle führenden Oppositionsgruppen und bekannten politischen Aktivisten aus allen politischen Bereichen, die die Grundsätze der Menschenrechte und Demokratie zu akzeptieren und zusammen zu binden.

## International
Seit 2013 ist Komala Mitglied in der internationalen Organisation Progressive Alliance und auch der Socialist International. Komala hat eine Abteilung in der EU in den Niederlanden mit einem Büro in Den Haag. Komala hat Vereinbarungen über die Anwendung von Gewalt mit internationalen Organisationen wie Geneva Call und Menschenrechtsorganisation wie dem Internationalen Netzwerk der iranischen kurdischen Menschenrechte.

## Organisationen
- Frauenorganisation (Komalay Jinani Rojhelat)
- Militär (Peschmerga) (Heiz peshmarge)
- Junge Organisation (Komalay lawani Rojhelat)
- Internationales Büro (diplomatisch)
- Flüchtlingslager
- geheime Netzwerkorganisation (Zagros)
- Büro in USA[23] and EU[24]

## Parteitage
- 1. Parteitag 1978 in Sanandaj und Naqada.
- 2. Parteitag 1981 in Saqqez und Bukan über Föderalismus und den Willen der Kurden in Iranische Regierung.
- 3. Parteitag 1982 Sardascht, erste Parteitagswahl und Abdulla Mohtadi zum Parteivorsitzenden gewählt. Jalal Talabani und Shekh Izadin Hosseini waren anwesend.
- 4. Parteitag 1984 in Galala Gründung der kommunistischen Partei des Iran mit Fusion und Komala wird Zweig des CPI,
- 5. Parteitag 1986 in Maloma Kurdistan Irak, vorbehaltlich der Unterstützung der Volksbewegung.
- 6. Parteitag 1988 in Bote nähe von Ranya in Kurdistan des Iraks, Anfang der Diskussionen und Meinungsverschiedenheiten zwischen Komala und CPI.
- 7. Parteitag 1992 in Sulaimaniya im Irak; Mansoor Hekmat reist in die EU ab und Abdulla Mohtadi machte einen Vorschlag zum unabhängigen Komala und zu einem Sonderparteitag.
- 8. 1995 in Sulaimaniya beschließt über eine iranische Bund und Autonomie für Kurdistan, Diskussion zwischen Komala Anhänger und pro CPI-Anhängern
- 9. im Juli 2001 wurde für drei Plattformen entschieden: Nationale Alliance, Föderalismus und Komalas neue Strategie für Iran und Unterstützung progressiver Bewegungen.
- 10. am 10. August 2004 Entscheidung für die Verwendung der kurdischen Flagge.
- 11. 31. Mai 2006 im Sulaimaniya; Statusänderung.
- 12. 12. August 2007, Sonderparteitag, Reform des Parteistatuts.
- 13. 16. September 2010 Die meisten Artikel des Status wurden geändert.
- 14. 2013 Reform in der Parteistruktur
- 15. 2017 Kurdistan im Irak fordert eine Hotline für alle kurdischen Parteien zur Zusammenarbeit.